# Кулебякин, Николай Алексеевич
Кулебякин, Николай Алексеевич, род. 1959 году, Фрязино — российский фотограф.

## Биография
Родился в 1959 г. в г. Фрязино Московской области.
В 1981 году закончил Политехникум им. Моссовета по специальности фотограф.

Фотограф ближе всех стоит к реальности, сам по себе язык фотографии стоит очень близко к реальности.
Ты берешь в руки инструмент, и ты никем не контролируем.
Это ведь не кино, где собирается много людей. Здесь ты можешь действовать свободно. Раз ты действуешь свободно, ты можешь смотреть на реальность непредвзято.
Фотография такая штука, что чем меньше выдумываешь, тем лучше получается
— Н. Кулебякин
Участвует в выставках с 1979 года. Участник многочисленных выставок в России и за рубежом.
Живёт и работает в Москве.

## Персональные выставки
- 1983 Фотоклуб «Фрязино», г. Фрязино, Московская обл.
- 1988 Галерея на Васильевской, Москва
- 1996 «Портреты актёров». Институт искусствознания, Москва; «Со-вершение цвету». ГМВЦ РОСИЗО, Москва
- 1999 «Фактура» — Музей классического и современного искусства «Бурганов-Центр», Москва
- 2001 «Фрагменты» — галерея Image, Орхус, Дания
- 2002 «Фотографии разных лет». Галерея «Глаз», Московский дом фотографии, Москва
- 2002 «Николай Кулебякин. Фрагменты». Болгарский культурный центр, Москва
- 2004 «Николай Кулебякин. Условное и безусловное». Галерея WAM, Москва
- 2005 «Фотограф Николай Кулебякин. Черно-белые серии». Центр современной фотографии, Колорадо,Денвер,США.
- 2005 «Николай Кулебякин. Фотография». Московский музей современного искусства, Москва
- 2006 «Николай Кулебякин. Фотографии.». Музей истории фотографии. Санкт-Петербург.
- 2017 «Николай Кулебякин.  Реальность и фантазии.». Галерея «Art of foto». Санкт-Петербург.[1]

## Участие в групповых выставках (избранное)
- 1984 «Фотообъектив и жизнь». Центральный выставочный зал «Манеж», Москва
- 1988 «Советские фотографы». галерея Hippolite, Хельсинки, Финляндия; «Say Cheese!» — галерея Comptoir de la Photographie, Париж, Франция; галерея Portfolio, Лондон, Великобритания; Музей Кино, Москва
- 1989 «150 лет фотографии» — Центральный выставочный зал «Манеж», Москва
- 1990 «Инаковидящие». Поджио-а-Кайано, Италия
- 1991 «Изменение реальности», Corcoran Gallery of Art, Вашингтон, США; «Новые поступления музейной коллекции». Fine Arts Museum, Санта Фе, США
- 1992 «Старая новая фотография». Центр современного искусства, Москва; Выставка русской фотографии в рамках Mois de la Photo, Париж, Франция
- 1993 «В поисках отца». Париж, Франция; Лозанна, Швейцария
- 1994 «Искусство современной фотографии: Россия, Украина, Беларусь». Центральный дом художников, Москва; «4+4» — Fine Arts Museum, Санта Фе, США
- 1995 «Покрова смыслов, смысл покровов». Центральный дом художников, Москва; «Новое фотоискусство из России», Карлсруэ — Франкфурт — Ганновер- Дюссельдорф — Хертен, Германия
- 1998 «Прорыв». Кёльн, Германия
- 1999 «IDEA фотографии: после Модернизма». Fine Arts Museum, Санта Фе, США
- 2002 «Новые поступления отдела фотографии. Фотография из Восточной Европы». Fine Arts Museum, Санта Фе, США
- 2005 «Выставка новых поступлений». Отдел фотографии, Центр гуманитарных исследований им. Гарри Рансома, Университет Штата Техас, Остин, США

## Авторские издания
- Проект «Фрагменты» на стихи Арсения Тарковского, Книга-альбом. Послесловие М. Тарковской, Издательская группа «Арбор», Москва, 2000 ISBN 5-900048-11-X
- «Моментальная фотография» Книга А. Роба-Грийе с фотографиями Н. Кулебякина. Издательский дом «Стратегия», Москва, 2000 ISBN 5-9234-0008-1
- Проект «Серия о рисунках». Календарь. BRUKER, Москва, 2002
- «Архитектор Борис Великовский. 1878—1937». Текст Ларисы Копыловой и Сергея Мержанова, фотографии Николая Кулебякина, дизайн Михаила Аввакумова. Издательство ARBOR, Москва, 2002 ISBN 5-900048-21-7
- Николай Кулебякин. «Фотографические серии.»,"Условное и безусловное." Текст И. Чмырева. 2тт. Издательство «Linia Grafic», Москва, 2003  ISBN 5-93154-008-3
- «Государственный музей А. С. Пушкина 50 лет». Календарь,Москва, 2007 г.

## Работы находятся в коллекциях
- Государственный центр современного искусства, Москва.
- Коллекция Министерства культуры РФ
- Corcoran Gallery of Art, Washington D.C., USA
- Fine Arts Museum, Santa Few, USA
- FotoForum 38 Gallery, Zurich, Switzerland
- Harry Ransom Human Research Center, University of Texas, Austin, USA
- European Photography Collection, Germany
- Музей Российской Фотографии, Коломна[2]

## Публикации, портфолио, рецензии
- Николай Кулебякин. «Закономерные условности». Портфолио в журнале «Советское фото». № 10 1990. Стр. 28 — 31
- Д. Киян. «Николай Кулебякин: Эхо мгновенных гармоний», FOTO&video, № 5, август 1997 — pp. 78–84
- Т. Салзирн. рецензия на книгу Н. Кулебякина «Фрагменты», IMAGO, № 10, 2000 — p. 69
- Т. Салзирн. Н. Кулебякин Katalog Journal of Photo and visual 2001, vol. 13, fall, # 3
- T. Салзирн. «ОКНА», European Photography, # 71, 2002 pp. 30–35
- С. Йетс. рецензия на книгу «Н. Кулебякин. Фотографические серии/Условное и безусловное», IMAGO, № 17, 2004 — p. 72-73
- И. Чмырева. «Фотографические серии Николая Кулебякина», «Декоративное искусство», Москва, 2005, # 5 — стр. 50-56
- M. Paglia. «Westword», Денвер, ноябрь 2005 г.,стр.45.
- И. Чмырева. «Николай Кулебякин» «Imago», 2005 г.,№ 21,стр.38-43.
- И. Чмырева. «Чистые фотографии Николая Кулебякина» «Fotografia»,2006 г.,№ 20,стр.42-47.
- J. Gambrell. «The Post Bulldozer Generation», ART in AMERICA, may, 1995 — pp. 51–59